# Высокое (Золочевский район)
Высо́кое (укр. Высоке; до 2016 г. Жовтне́вое) — село, Феськовский сельский совет, Золочевский район, Харьковская область, Украина.
Код КОАТУУ — 6322686503. Население по переписи 2001 года составляет 120 (64/56 м/ж) человек.

## Географическое положение
Село Высокое находится в 3-х км от Рогозянского водохранилища (левый берег), на расстоянии в 3 км расположены село Маяк и железнодорожная стенция Рогозянка.
Рядом с селом большой массив садовых участков.

## История
- 1929 — дата основания.
- 2016 — село Жовтневое переименовано в Высокое.

## Экономика
- Молочно-товарная ферма.
- «Жовтневое», ОАО.